# نيوتنية
النيوتنية (بالإنجليزية: Newtonianism)‏ هي مذهب فلسفي وعلمي مستوحا من معتقدات وأساليب الفيلسوف الطبيعي إسحاق نيوتن. في حين أن مساهمات نيوتن المؤثرة كانت أساسًا في الفيزياء والرياضيات، فإن تصوره الواسع للكون على أنه محكوم بقوانين عقلانية ومفهومة وضع الأساس للعديد من خيوط فكر التنوير. أصبحت النيوتنية برنامجًا فكريًا مؤثرًا طبق مبادئ نيوتن في العديد من مجالات البحث، ووضع الأساس للعلوم الحديثة (العلوم الطبيعية والاجتماعية على حد سواء)، بالإضافة إلى التأثير على الفلسفة والفكر السياسي واللاهوت.